# Manuel (Espagne)
Pour les articles homonymes, voir Manuel.
Manuel (en valencien et en castillan) est une commune de la province de Valence, dans la Communauté valencienne, en Espagne. Elle est située dans la comarque de la Ribera Alta et dans la zone à prédominance linguistique valencienne. Sa population s'élevait à 2 562 habitants en 2013.

## Géographie

Localisation de Manuel
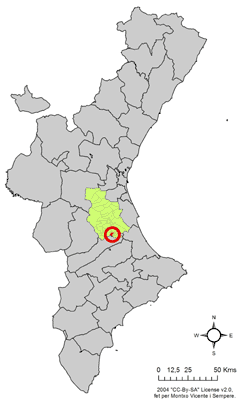
dans la Communauté valencienne.
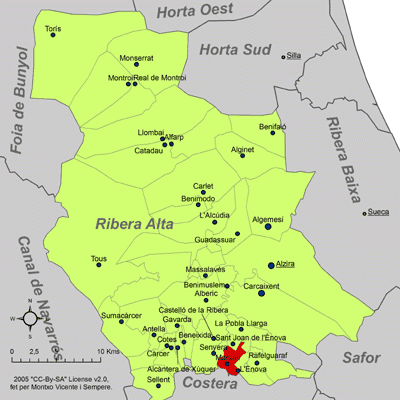
dans la comarque de la Ribera Alta.

### Localités limitrophes
Le territoire communal de Manuel est voisin de celui des communes suivantes :
L'Ènova, Xàtiva, La Pobla Llarga, Sant Joanet, Senyera et Villanueva de Castellón, toutes situées dans la province de Valence.

## Démographie
| 1990  | 1992  | 1994  | 1996  | 1998  | 2000  | 2002  | 2004  | 2005  |
| ----- | ----- | ----- | ----- | ----- | ----- | ----- | ----- | ----- |
| 2.486 | 2.436 | 2.472 | 2.411 | 2.425 | 2.426 | 2.436 | 2.497 | 2.506 |

## Administration
Liste des maires, depuis les premières élections démocratiques.
| Législature | Nom du Maire                                 | Parti politique                       |
| ----------- | -------------------------------------------- | ------------------------------------- |
| 1979-1983   | Carlos Terraillón Benito                     | PSPV-PSOE                             |
| 1983-1987   | Francisco Sanz Ferris                        | PSPV-PSOE                             |
| 1987-1991   | Francisco Sanz Ferris                        | PSPV-PSOE                             |
| 1991-1995   | Ernest Pallás Garrido                        | UPV                                   |
| 1995-1999   | José Cambra Bueno                            | GIP (Grupo Independiente Progresista) |
| 1999-2003   | Ramiro Monroig Zamor./Salvador Alberola Sol. | PSOE/PP(pacte)                        |
| 2003-2007   | José Cambra Bueno                            | GIP                                   |

## Économie
Traditionnellement basée sur l'agriculture.

### Sources
- (es) Cet article est partiellement ou en totalité issu de l’article de Wikipédia en espagnol intitulé « Manuel (Valencia) » (voir la liste des auteurs).